# Pakistanische Davis-Cup-Mannschaft
Die pakistanische Davis-Cup-Mannschaft ist die Herren-Tennisnationalmannschaft Pakistans.

## Geschichte
Seit 1948 nimmt Pakistan am Davis Cup teil. Das beste Ergebnis erzielte die Mannschaft 2005, als sie sich für die Play-offs zum Aufstieg in die Weltgruppe qualifizierten. Sie unterlagen jedoch Chile mit 0:5. In der Begegnung gegen Südkorea 2003 stellten Kim Young-Jun und Aqeel Khan den noch heute aktuellen Rekord für den längsten Tiebreak im Davis Cup auf: Kim behielt mit 19:17 knapp die Oberhand. Erfolgreichster Spieler ist Aisam-ul-Haq Qureshi mit 50 Siegen, Aqeel Khan ist mit 36 Teilnahmen innerhalb von 15 Jahren Rekordspieler.